# 新創大騙局
《新創大騙局》（英語：The Dropout）是一部美國劇情類型的網路劇集迷你劇集。本劇改編自ABC廣播台由麗貝卡·賈維斯製作並主持的同名播客，亞曼達·塞佛瑞領銜出演伊莉莎白·霍姆斯，首集已於2022年3月3日在Hulu（美國）及Disney+（其他地區）同步播出。

## 概要
劇集講述伊莉莎白·霍姆斯白手起家創建血液檢查公司Theranos，成為億萬富翁，最終被控大規模欺詐等罪名而身價暴跌。

## 演員與角色
- 亞曼達·塞佛瑞 飾演 伊莉莎白·霍姆斯（Elizabeth Holmes）
- 納文·安德魯斯 飾演 桑尼·巴爾瓦尼（英语：Sunny Balwani）

## 製作

### 開發
2019年4月10日，Hulu宣佈整季預訂這部劇集，共6至10集，改編自ABC廣播台由麗貝卡·賈維斯製作並主持的同名Podcast，由凱特·麥金儂、麗貝卡·賈維斯、泰勒·鄧恩（Taylor Dunn）和維多利亞·湯普森（Victoria Thompson）擔當執行製作人，製作公司為福斯探照燈影業。2021年3月，亞曼達·塞佛瑞接替凱特·麥金儂出演女主角伊莉莎白·霍姆斯，她同時擔當製作人，執行製作人還包括伊莉莎白·梅莉薇瑟、莉茲·海登斯、莉茲·漢娜和凱瑟琳·波普（Katherine Pope）。

### 選角
隨著劇集正式確定製作，凱特·麥金儂確認領銜出演血液檢查公司Theranos的前首席執行官伊莉莎白·霍姆斯。2021年2月18日，凱特·麥金儂宣佈離開該項目。2021年3月29日，亞曼達·塞佛瑞接替凱特·麥金儂出演女主角伊莉莎白·霍姆斯。3月30日，納文·安德魯斯確定出演主要角色桑尼·巴爾瓦尼。

## 資料來源
1. 1 2  Andreeva, Nellie. . Deadline. 2019-04-10  [2019-04-13]. （原始内容存档于2021-01-26） （美国英语）.
2. ↑  . Apple Podcasts.   [2019-07-14]. （原始内容存档于2021-05-17） （美国英语）.
3. ↑  Liptak, Andrew. . The Verge. 2019-04-10  [2019-04-13]. （原始内容存档于2021-02-24） （美国英语）.
4. 1 2  Andreeva, Nellie. . Deadline Hollywood. 2021-03-29  [2021-03-29]. （原始内容存档于2021-03-31） （美国英语）.
5. ↑  Bradley, Laura. . Vanity Fair. 2019-04-10  [2019-04-13]. （原始内容存档于2021-01-25） （美国英语）.
6. ↑  Andreeva, Nellie. . Deadline Hollywood. 2021-02-18  [2021-02-18]. （原始内容存档于2021-05-06） （美国英语）.
7. ↑  Petski, Denise. . Deadline Hollywood. 2021-03-30  [2021-03-30]. （原始内容存档于2021-04-17） （美国英语）.

## 外部連結
- 互联网电影数据库（IMDb）上《新創大騙局》的资料（英文）
- 豆瓣电影上《新創大騙局》的資料 （简体中文）